# Großsteingrab Stasevang 5
Das Großsteingrab Stasevang 5 ist eine megalithische Grabanlage der jungsteinzeitlichen Nordgruppe der Trichterbecherkultur im Kirchspiel Karlebo in der dänischen Kommune Fredensborg.

## Lage
Das Grab liegt westlich von Kokkedal im Südosten des Waldgebiets Stasevang. Es ist eines von insgesamt sechs bekannten Großsteingräbern in diesem Wald. Nur 20 m nordöstlich befindet sich das Großsteingrab Stasevang 4. In der näheren Umgebung gibt bzw. gab es zahlreiche weitere megalithische Grabanlagen. 

## Forschungsgeschichte
Im Jahr 1884 führten Mitarbeiter des Dänischen Nationalmuseums eine erste Dokumentation der Fundstelle durch. Carl Johan Becker leitete 1935 eine Ausgrabung in der östlichen Grabkammer. 1942 erfolgte eine weitere Dokumentation durch Mitarbeiter des Nationalmuseums.

## Beschreibung

### Architektur
Die Anlage besitzt eine ostsüdost-westnordwestlich orientierte rechteckige Hügelschüttung mit einer Länge von etwa 50 m und einer Breite von 10 m. Von der Umfassung sind 19 Steine erhalten, die größtenteils in Unordnung umher liegen.
Der Hügel enthält zwei Grabkammern. Die erste Kammer liegt 14 m vom östlichen Ende des Hügels und ist als Urdolmen anzusprechen. Sie ist nord-südlich orientiert und hat einen rechteckigen Grundriss. Sie hat eine Länge zwischen 1,5 m und 1,8 m, eine Breite zwischen 0,9 m und 1,2 m sowie eine Höhe von 1,3 m. Die Kammer besteht aus je einem Wandstein im Norden, Osten und Westen sowie einem Eingangsstein im Süden. Die Wandsteine sind nach innen geneigt. Auf den Wandsteinen liegt ein Deckstein auf. Der Kammerboden ist mit gebranntem Feuerstein bestreut. Becker stellte bei seiner Grabung eine Verfüllung der Kammer aus gelbem Sand fest, der mit Kieselsteinen und Holzkohle durchsetzt war.
Die zweite Kammer liegt im Westteil des Hügels und ist möglicherweise als erweiterter Dolmen anzusprechen. Es liegt keine genauere Beschreibung der Kamer vor. Nach einer Zeichnung des Grabes scheint sie nordnordost-südsüdwestlich orientiert zu sein und besitzt einen rechteckigen Grundriss. Zu erkennen sind ein Abschlussstein an der nordnordöstlichen Schmalseite und zwei Wandsteinpaare an den Langseiten. Die Südsüdwestseite ist offen. Die Decksteine fehlen.

### Funde
Becker fand bei seiner Grabung in der östlichen Grabkammer Skelettreste von mindestens sieben Individuen sowie ein Bruchstück einer knöchernen Pfeilspitze.